# Jean Carrière
Jean Carrière (født 6. august 1928 i Nîmes, død 7. maj 2005 i Nîmes) var en fransk forfatter, der i 1972 fik Goncourtprisen for romanen L'Epervier de Maheux.